# Orgelpipan 7

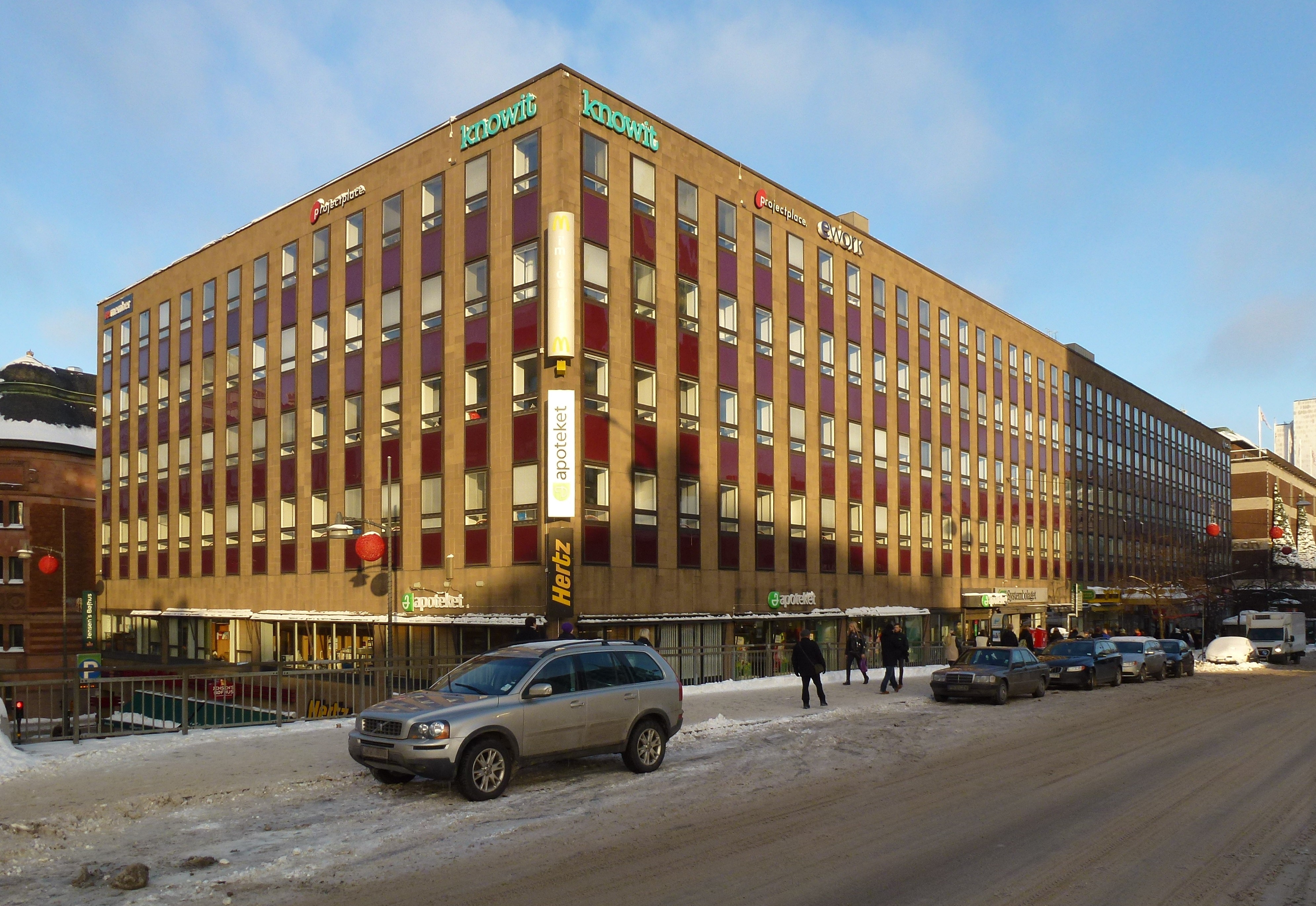
Klarabergsgatan 56-64, vy mot ost, 2012. I bakgrunden till höger syns Åhléns City.

Orgelpipan 7 är ett kontors- och affärshus i kvarteret Orgelpipan vid Klarabergsgatan 56-64  på Norrmalm i Stockholm. Byggnaden är ett av många kontors- och affärshus som uppfördes under Norrmalmsregleringen. 

## Historik

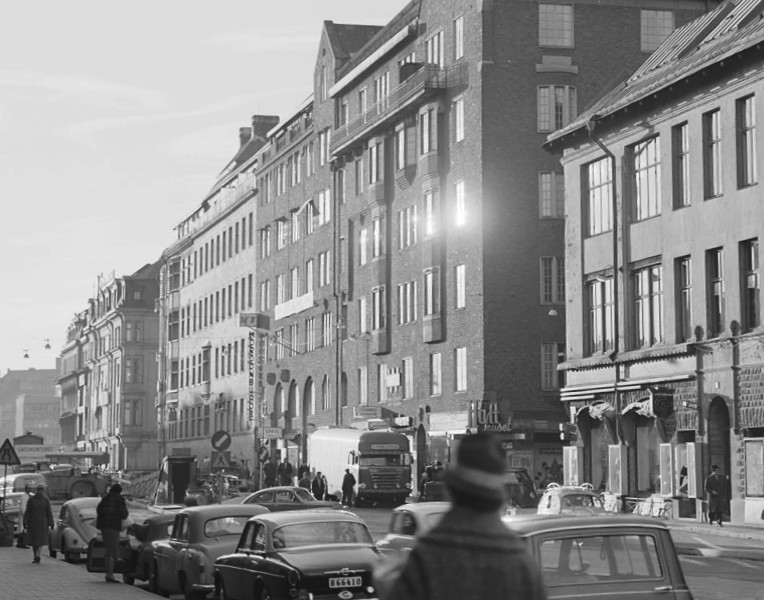
Klarabergsgatan 56-64, vy mot väst, innan rivningen på 1950-talet.

Orgelpipan 7 (en äldre fastighetsbeteckning var Svanen 7) upptar hela kvarteret mellan Klarabergsgatan i syd, Vasagatan i väst, Mäster Samuelsgatan i norr och Klara norra kyrkogata i öst. Den gamla bebyggelsen exproprierades av staden och revs under 1961, bland dem SWB-huset i hörnet mot Vasagatan, Svenska Morgonbladet i nummer 58 och Verkstadsföreningens hus på Klarabergsgatan 56 och som även inrymde Hatthuset för damer och Hattkompaniet för herrar. De två senare byggnadernas nybyggnadsritningar hade signerats 1913 av arkitektfirman Knut Perno & P H Bergmark. Rivningen utfördes bland annat för att möjliggöra utbyggnaden av Klarabergsgatan till den vid tiden planerade 31 meter breda Klarabergsleden, som dock aldrig fullbordades. 
Byggnaden uppfördes åren 1962-65 efter ritningar av arkitekt Anders Berg av storbyggmästaren Olle Engkvist för egen räkning. Konstruktör var Sven Tyrén AB. Mot Klarabergsgatan har byggnaden fem våningar inklusive en högre bottenvåning som innehåller butiker, bland annat Apoteket C.W. Scheele (uppkallat efter apotekaren Carl Wilhelm Scheele). Åt Mäster Samuelsgatan och Vasagatan har byggnaden sju våningar. Mot Mäster Samuelsgatan märks en indragen, något lägre takterrass.
Arkitekten Anders Berg gav fasaderna en vertikal accent, i motsats till intilliggande Åhléns City vars arkitekter Backström & Reinius valde en horisontell betoning. Gatufasaderna består av brun konststen med vertikala fönsterband och fönsterbröstningar i mörkrött glas. Yttertaket är täckt med kopparplåt.

## Framtid
Under 2016 presenterade ägaren, fastighetsaktiebolaget Hufvudstaden, planer på att utöka byggnaden med tre våningar våningar på höjden.   Tillbyggnaden kommer att omfatta 10 000 kvadratmeter.

## Bilder

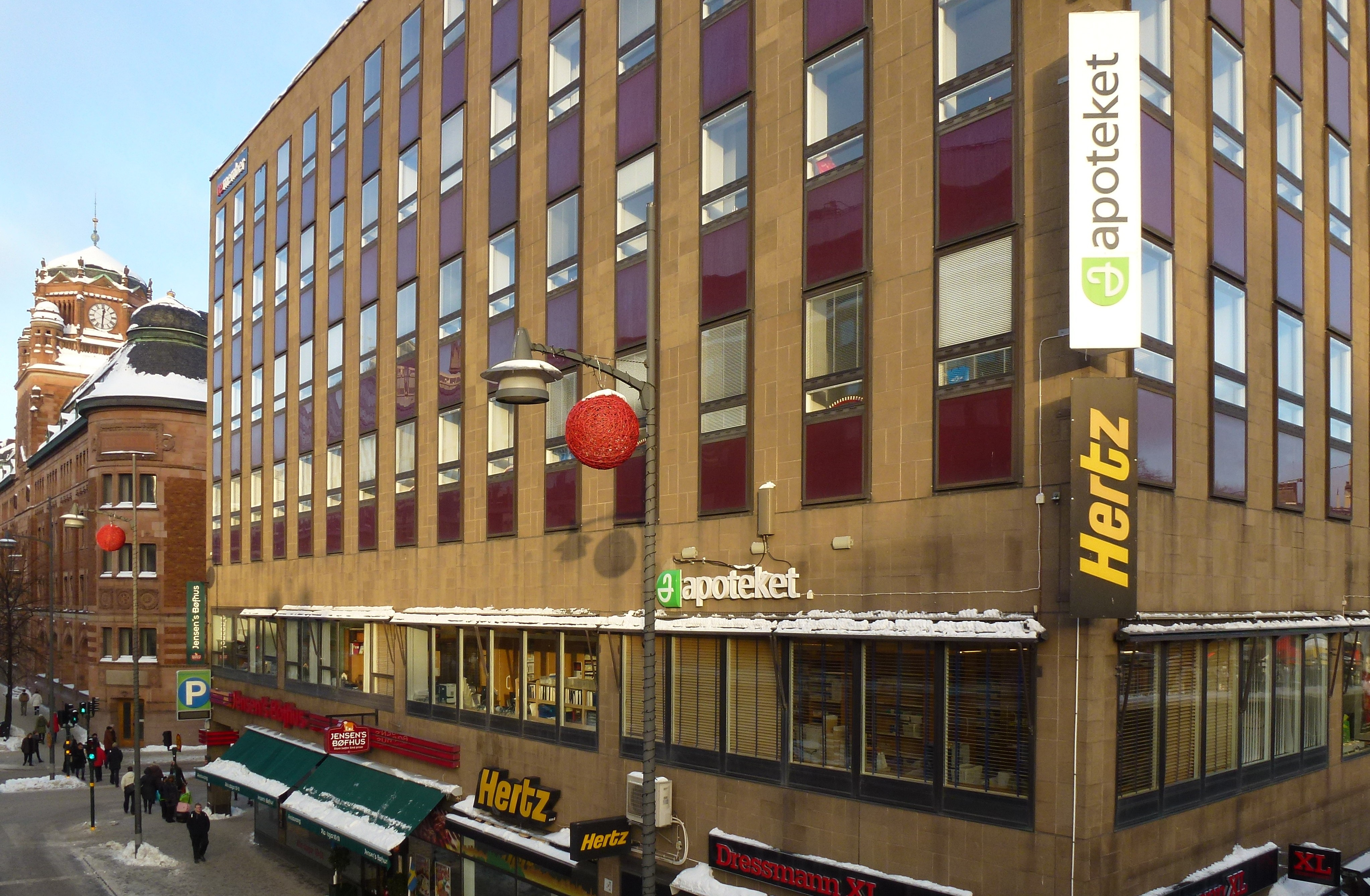
Fasad mot Vasagatan
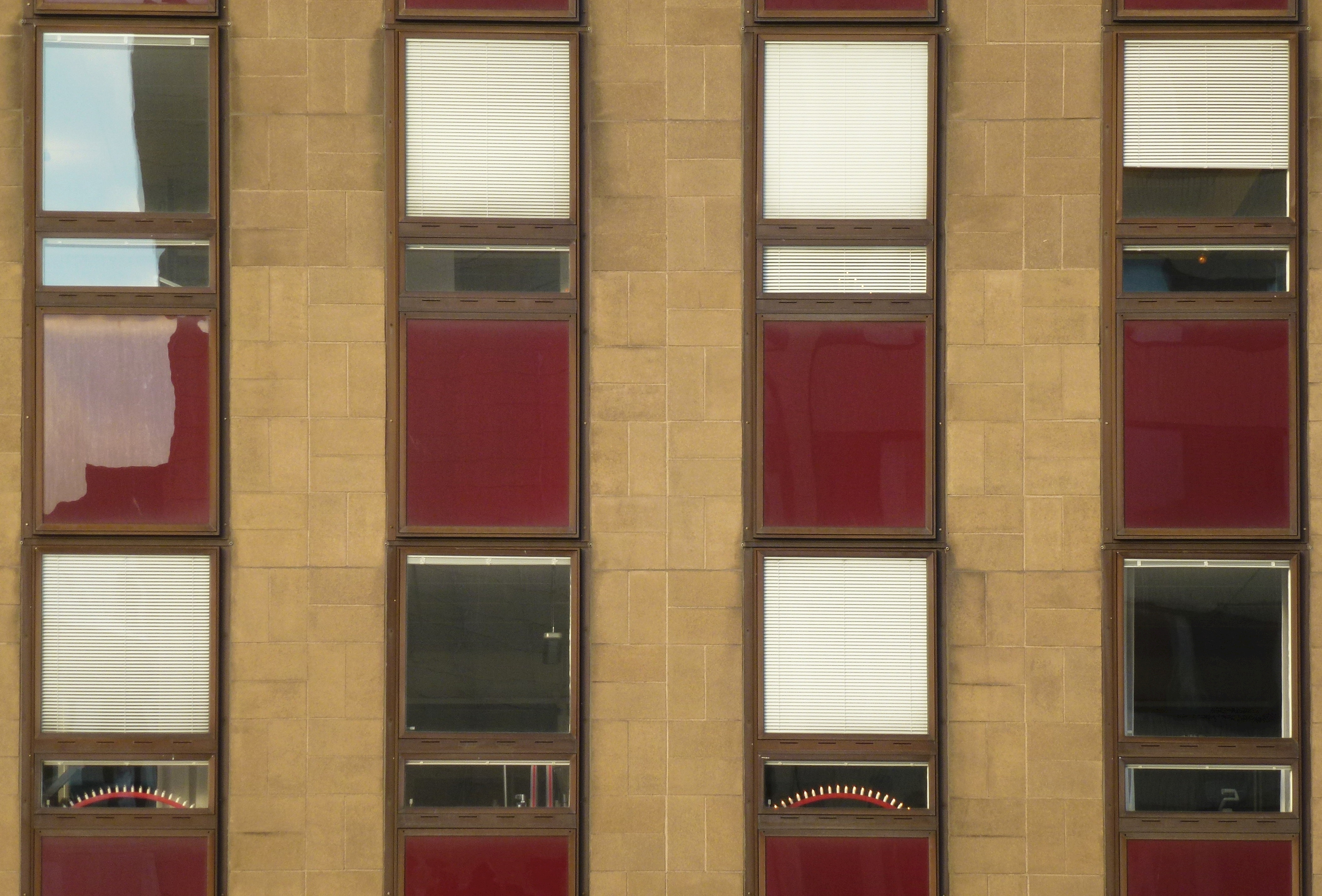
Fasaddetalj
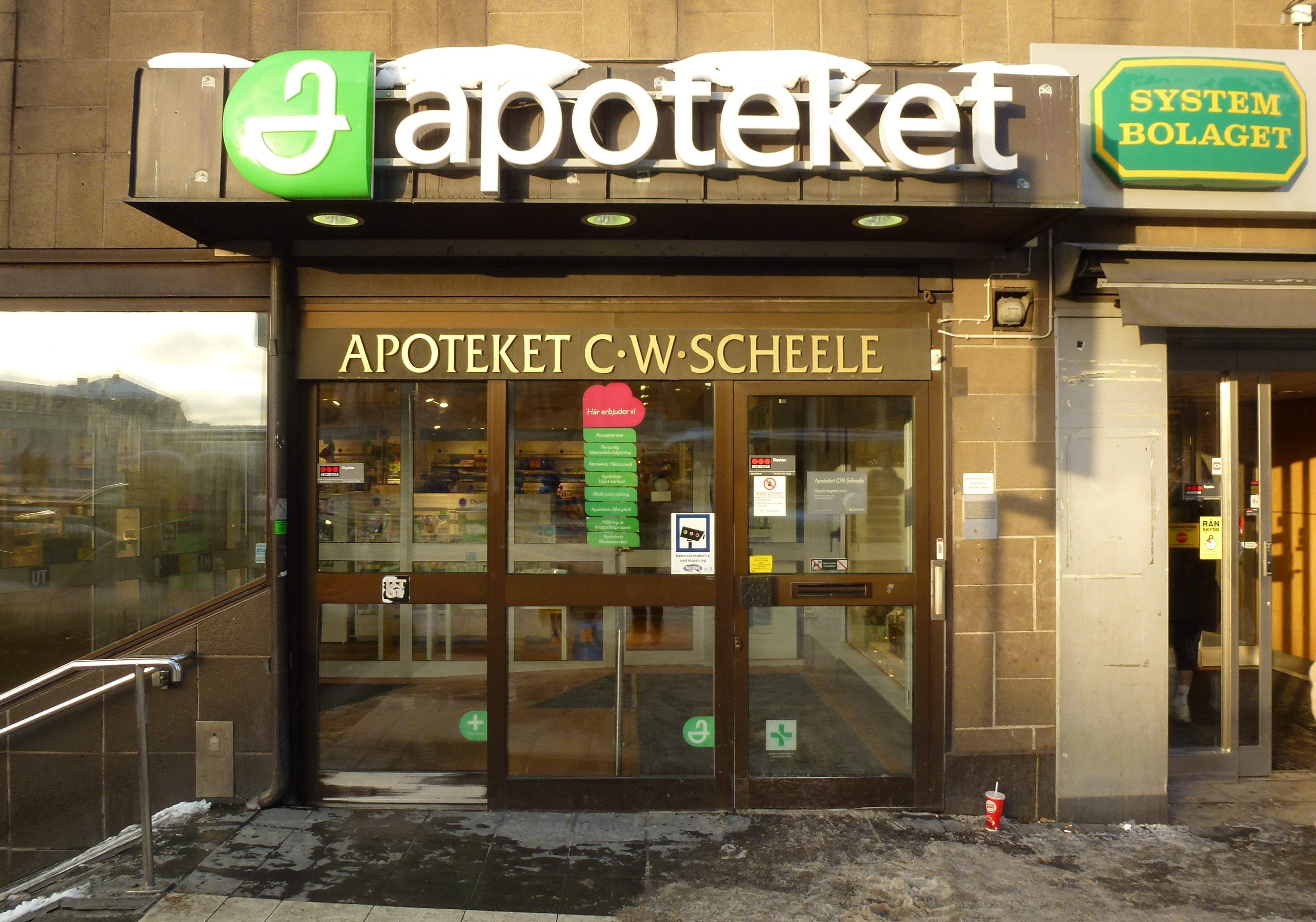
Apoteket C.W. Scheele
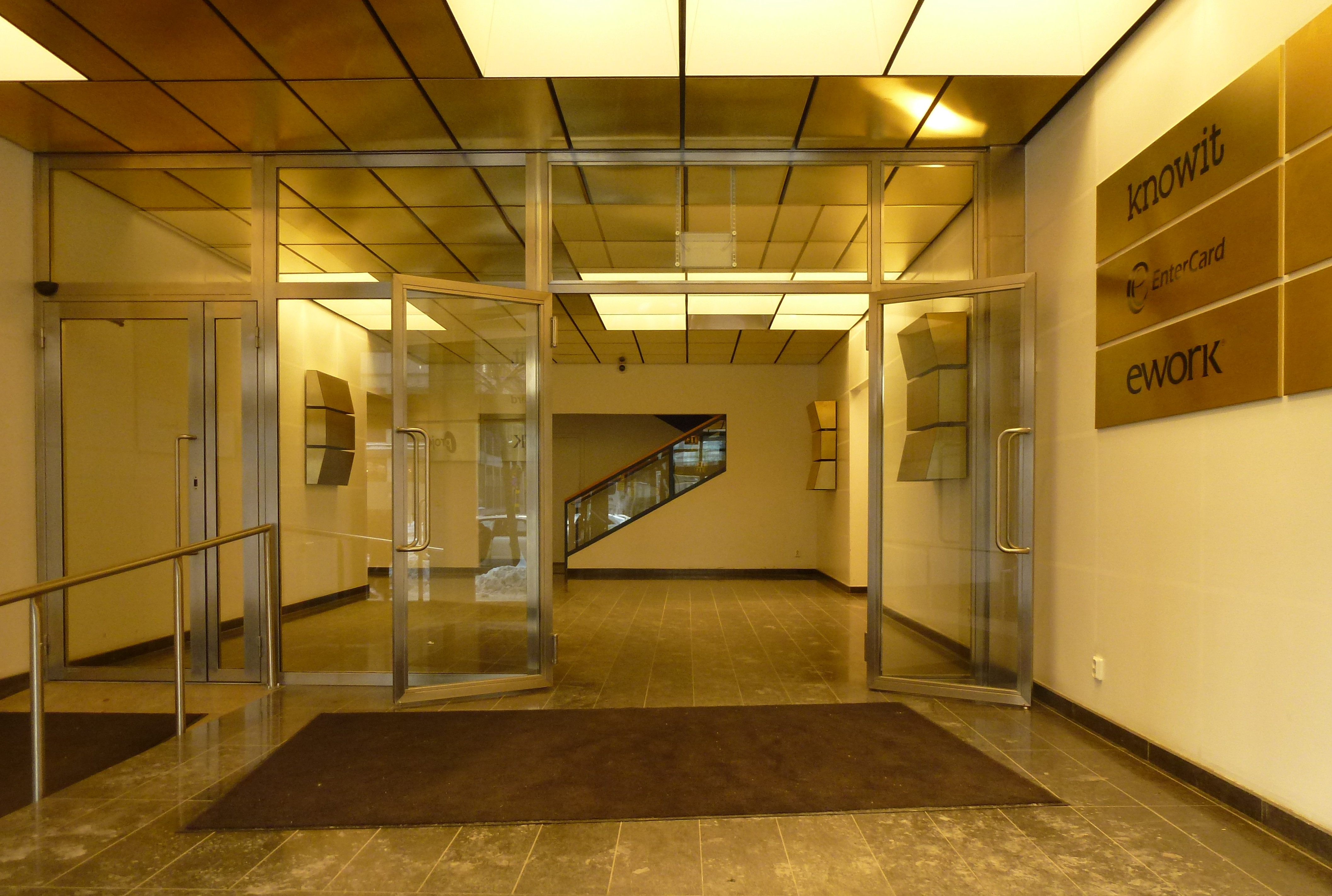
Entréhall, huvudentrén
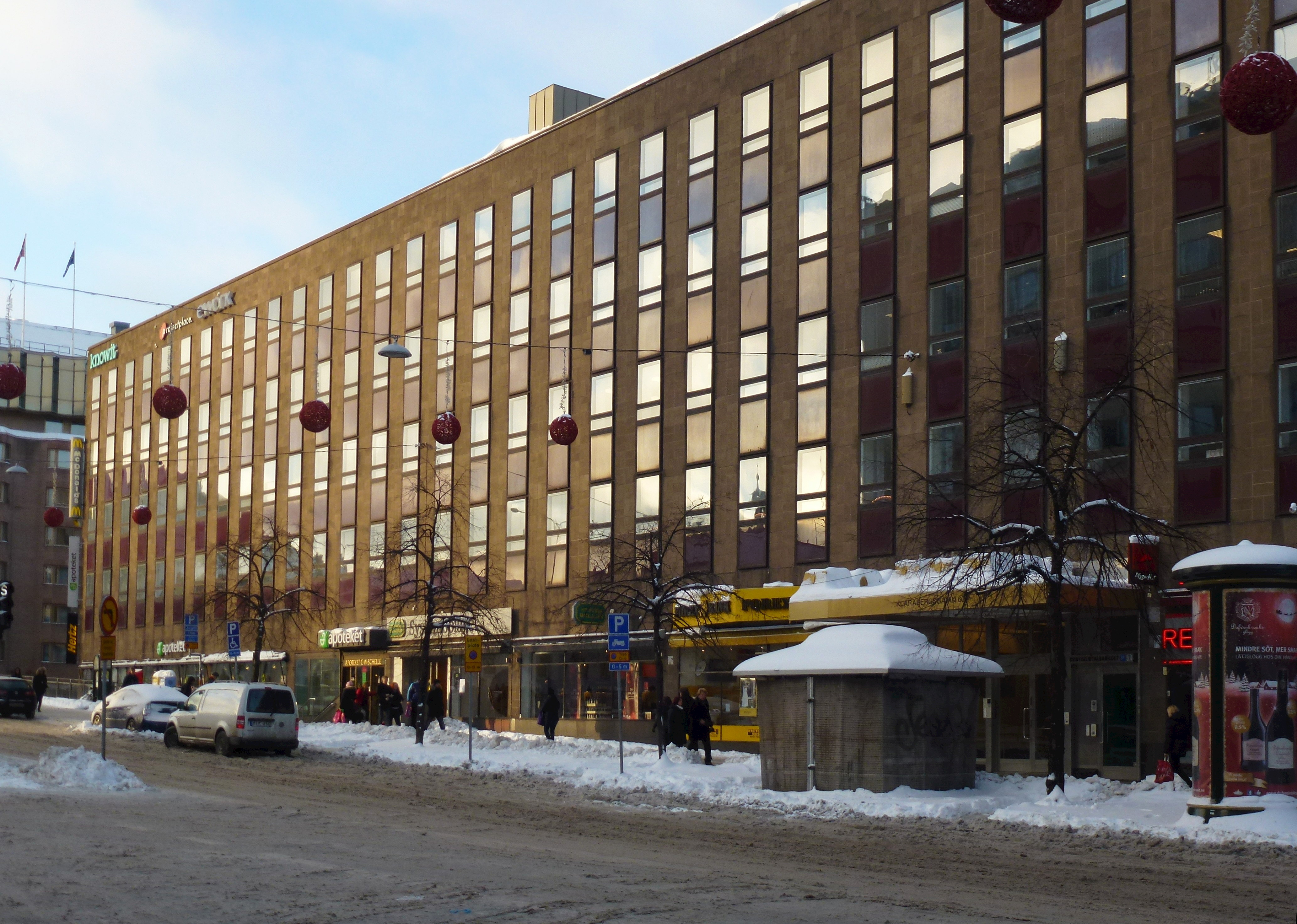
Fasad mot Klarabergsgatan